# Wulfila fasciculus
Wulfila fasciculus är en spindelart som först beskrevs av Bryant 1948.  Wulfila fasciculus ingår i släktet Wulfila och familjen spökspindlar. Inga underarter finns listade i Catalogue of Life.